# Cải lương

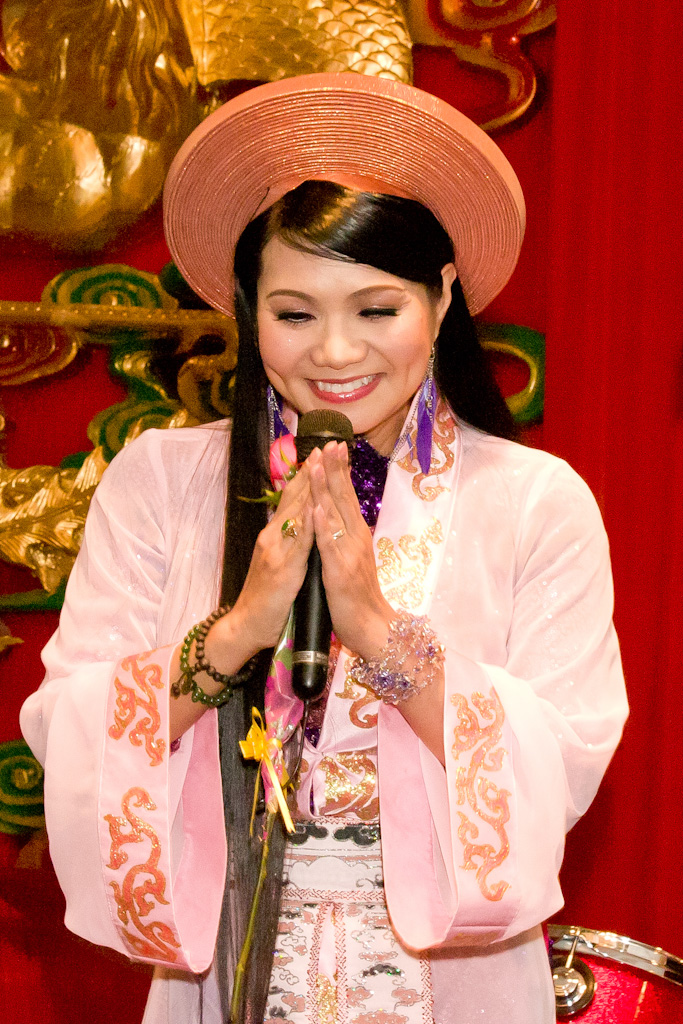
Ngọc Huyền, jedna z nejslavnějších zpěvaček cải lương.

Cải lương je vietnamský hudební styl, který vznikl na začátku 20. století. Slučuje lidové písně jižního Vietnamu, klasickou hudbu a hát tuồng. Styl je zapsán organizací UNESCO na seznam Mistrovských děl ústního a nehmotného dědictví lidstva.

## Významní interpreti

### Do roku 1975
- Phùng Há (1911-2009)
- Út Trà Ôn (1919-2001)
- Le Thanh Tri (1924-2002)
- Hữu Phước (1932-1997)
- Thành Được (born 1934)
- Hùng Cường (1936-1996)
- Út Bạch Lan (1935-2016)
- Tấn Tài (1938-2011)
- Thanh Nga (1942-1978)
- Thanh Thanh Hoa (1943-2009)
- Thanh Sang (1943-2017)
- Minh Phụng (1944-2008)
- Ngọc Giàu (born 1945)
- Bạch Tuyết (born 1945)
- Phượng Liên (born 1947)
- Lệ Thủy (born 1948)
- Minh Vương (born 1950)
- Mỹ Châu (born 1950)

### Po roku 1975
- Vũ Linh
- Tài Linh
- Phượng Mai
- Hương Lan
- Châu Thanh
- Phương Hồng Thủy
- Linh Tâm
- Thanh Thanh Tâm
- Thanh Thanh Hiền
- Kim Tử Long
- Thoại Mỹ
- Vũ Luân
- Ngọc Huyền
- Thanh Ngân
- Trọng Phúc
- Kim Tiểu Long